# Ba'ath-partij (Iraaks-geleide factie)

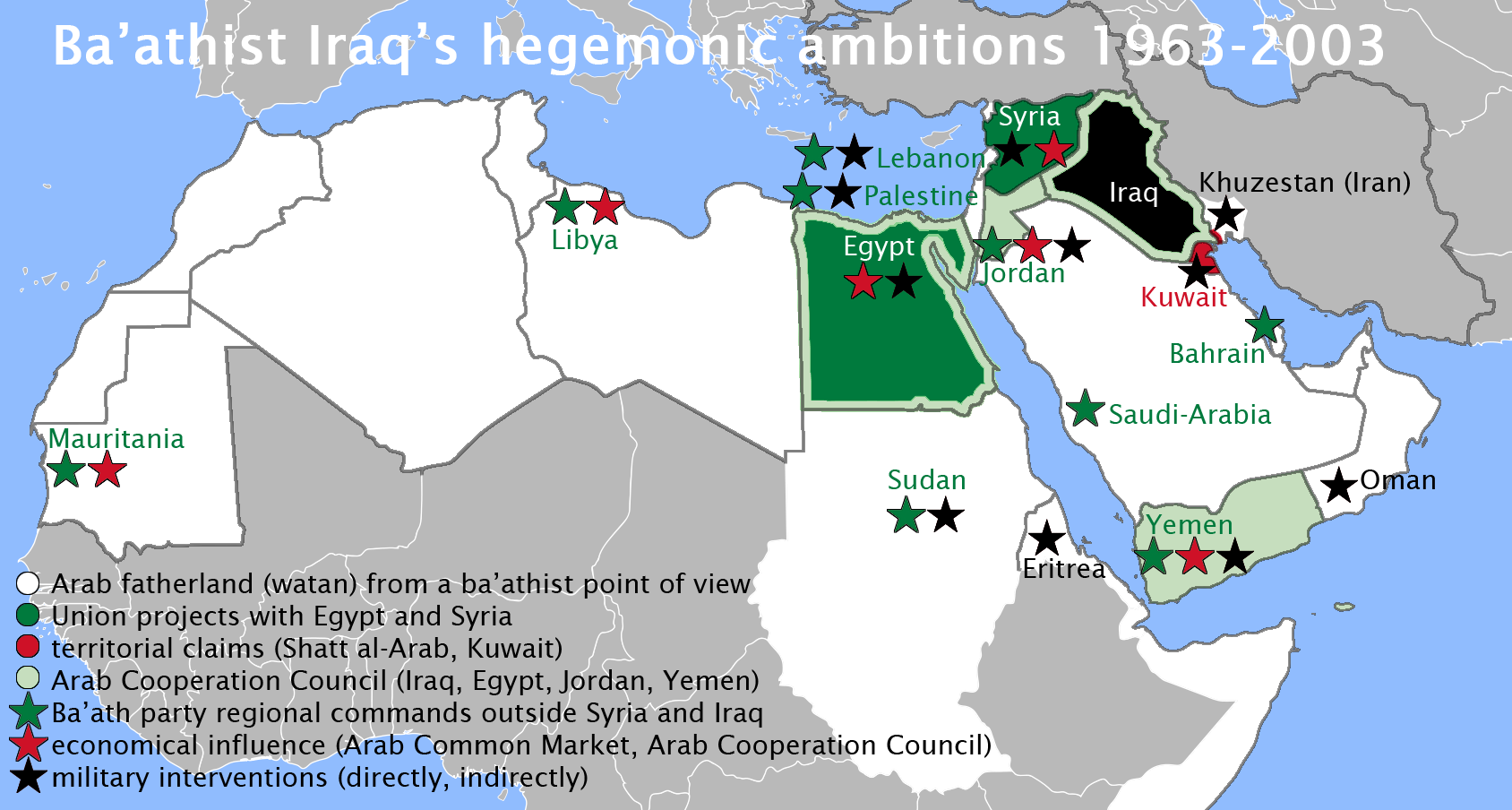
Ba'athistische Iraakse hegemonische ambities 1963-2003

De Arabische Socialistische Ba'ath-partij (Arabisch: حزب البعث العربي الاشتراكي, Hizb Al-Ba'ath Al-'Arabi Al-Ishtiraki, letterlijk Arabische Socialistische Partij van de Wederopwekking) is een politieke partij, met afdelingen over de hele Arabische wereld. De partij is ontstaan uit een splitsing uit de oorspronkelijke Ba'ath-partij in februari 1966.
De partij had haar hoofdkantoor in Bagdad. De regionale afdeling in Irak regeerde Irak van 1968 tot 2003. Partijleden, vaak soennieten, genoten voordelen en werden voorgetrokken boven de sjiitische meerderheid en Iraakse Koerden. Voor de hogere overheids- en legerfuncties was lidmaatschap van de Ba'ath-partij een absoluut vereiste, en zelfs in de lagere functies vertaalde lidmaatschap zich in hogere salarissen.
De partij werd verboden na de Amerikaanse invasie in Irak. Leden in hogere functies werden opgepakt en berecht of moesten onderduiken. De rest werd door het tijdelijk bestuur ontslagen. Deze brodeloos geworden ex-leden vonden snel een weg naar de Ba'athloyalistische verzetsgroepen in Irak waaronder onder meer de Naqshbandi. Uiteindelijk zou een deel van deze groep verder radicaliseren en opgaan in de Islamitische Staat in Irak en de Levant, deze groep van de nodige militaire en bestuurlijke ervaring voorziend. Een aantal ex-Ba'athleden zou uiteindelijk sleutelfuncties binnen ISIS gaan bekleden.

## Structuur

### Leiders
- Michel Aflaq (1968–1989)
- Saddam Hoessein (1989–2006)
- Vacant (2007–tot nu)